# ノット・ゴナ・ゲット・アス
「ノット・ゴナ・ゲット・アス」 (Not Gonna Get Us) はロシアの二人組の女性歌手t.A.T.u.の楽曲。この楽曲は、彼女たちの最初の英語のスタジオ・アルバム『t.A.T.u.』に収録され、同アルバムからは2曲目（ポーランドのみ3曲目）のシングルとして2003年5月5日にリリースされた。各国の週間シングル・チャートでは、フィンランドで3位、イタリアで4位、オーストリアで5位、イギリスで7位などを記録した。
日本では2003年に公開された映画『天使の牙B.T.A.』の主題歌として採用された。
ロシア語の原曲Нас не догонятは、2014年のソチオリンピック開会式でロシア選手団の入場時に採用された。